# Dienstleistungszentrum Personal

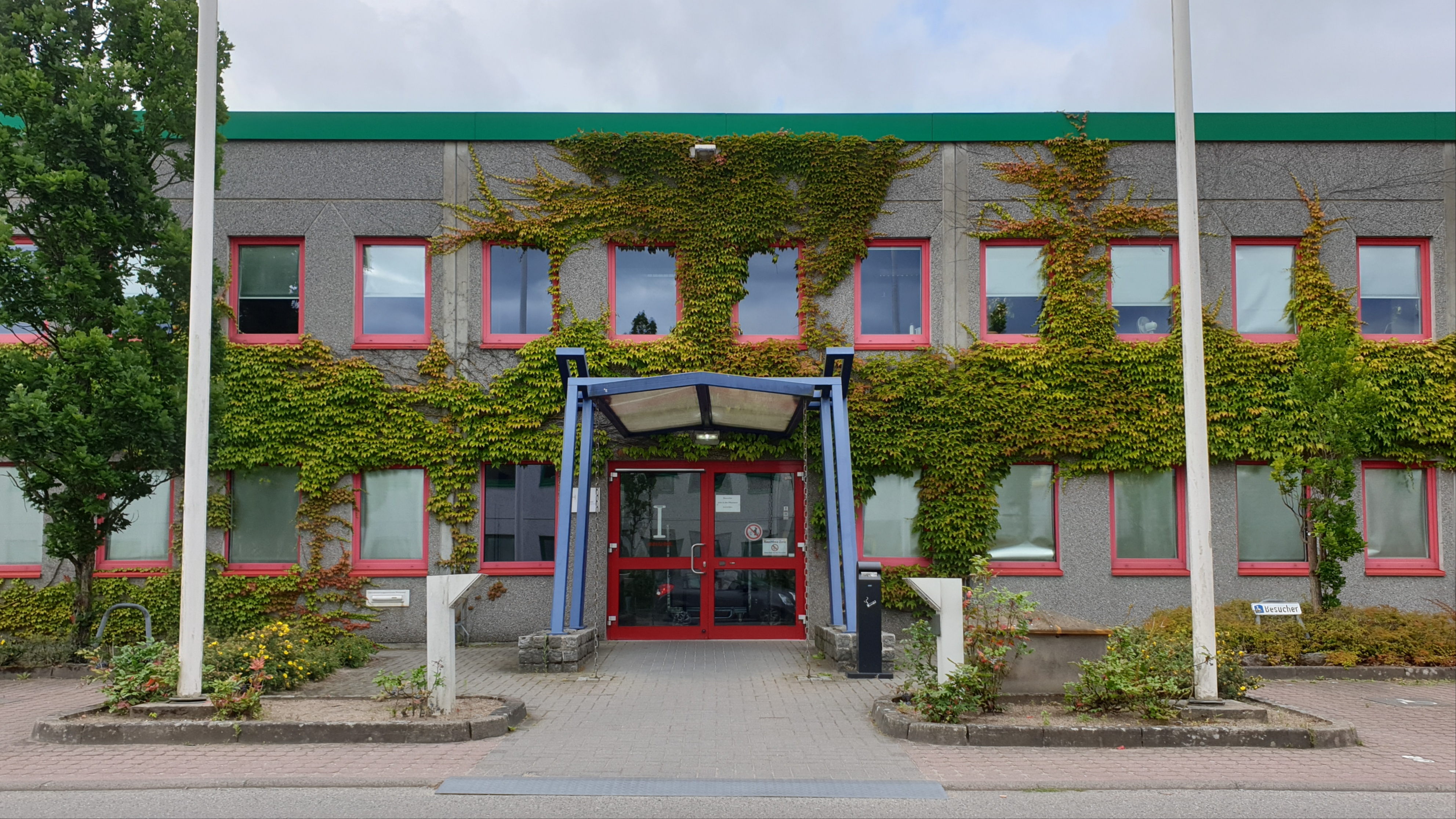
Dienstleistungszentrum Personal des Landes Schleswig-Holstein

Das Dienstleistungszentrum Personal (kurz: DLZP; bis 2016: Finanzverwaltungsamt Schleswig-Holstein) ist eine Landesoberbehörde des Landes Schleswig-Holstein. Es ist zuständig für die Festsetzung der Bezüge von Beamten, Angestellten und Versorgungsempfängern. Außerdem ist es für die Festsetzung und Anweisung von Beihilfen sowie für Abwicklung von Trennungsgeld und Umzugskosten zuständig. Daneben werden weitere zentrale Aufgaben für die Landesverwaltung wie beispielsweise Bearbeitung/Regulierung von Kfz- und Personenschäden und Fiskalerbschaften wahrgenommen.
Das Rechenzentrum wird von dem IT-Dienstleister Dataport (früher: Datenzentrale Schleswig-Holstein) betreut. Gemeinsam mit dem Nachbar-Bundesland Hamburg wird derzeit (Stand 2016) an einem gemeinsamen IT-Verfahren KoPers (Kooperation Personaldienste) gearbeitet.
Das DLZP hat seinen Sitz in der Gartenstraße 6 in Kiel.

## Organisation
Das DLZP gliedert sich (Stand 1. Oktober 2019) in fünf Dezernate.
- Dezernat 1: Allgemeine Angelegenheiten, Organisation, Controlling, Personal, Haushalt, Fiskalerbschaften, Steuerung, Kompetenzmanagement, IT-Leitstelle
- Dezernat 2: Beihilfe
- Dezernat 3: Besoldung, Versorgungslastenteilung, Versorgungslastenausgleich, Nachversicherung, Versorgung, Versorgungsausgleich
- Dezernat 4: Entgelt, Innerer Dienst, Familienkasse, Koordination für Fachverfahren
- Dezernat 5: Justiziariat

Leiter des Finanzverwaltungsamtes war bis zum 31. Dezember 2014 Klaus-Peter Milkereit; seit dem 1. März 2015 ist Silke Ruck Leiterin.
Mit rund 350 Mitarbeitern betreut die Behörde ca. 90.000 aktive Bedienstete und Versorgungsempfänger (Stand Dezember 2017).

## Geschichte
Bis zum 31. März 2009 führte die Behörde den Namen Landesbesoldungsamt Schleswig-Holstein (LBesA). Danach trug es bis zum 31. Dezember 2015 den Namen Finanzverwaltungsamt Schleswig-Holstein (FVA). Seit dem 1. Januar 2016 wurde die Behörde unter der Bezeichnung DLZP (Dienstleistungszentrum Personal) umorganisiert und war danach zunächst direkt der Staatskanzlei zugeordnet. Seit der neuen Regierungsbildung nach den Landtagswahlen im Mai 2017 wurde das DLZP wieder eine Landesoberbehörde, zugehörig zum Finanzressort.

## Kritik
Für die Berechnung von Beihilfen wird das EDV-Verfahren PERMIS-B (Personalmanagement- und Informationssystem – Beihilfe) verwendet, das am 4. September 1989 (noch unter dem Vorläufernamen BABSY = Beihilfeabrechnungssystem) in Betrieb genommen wurde.
Im November 2012 wurde aufgrund einer Kleinen Anfrage im schleswig-holsteinischen Landtag festgestellt, dass die Bearbeitungszeiten für Beihilfeanträge zu lang waren. Die Bearbeitungszeiträume wurden bis Oktober 2015 nicht in angestrebtem Maß verkürzt.
Die Landesregierung hat folgende Maßnahmen zur Reduzierung der Bearbeitungszeiten ergriffen:
- Einsatz von zusätzlichem Personal: Aufgrund einer erforderlichen umfangreichen Einarbeitungszeit wird diese Maßnahme jedoch erst nach einiger Zeit zu einer nachhaltigen Besserung der Situation führen
- Risikoorientierte Beihilfesachbearbeitung nach § 5 Abs. 10 BhVO[8]
- Einrichtung eines Service-Center Beihilfe zur telefonischen Beantwortung auch fachlicher Fragen zur Beihilfe; dadurch erfolgt eine ungestörte und damit beschleunigte Beihilfeantragsbearbeitung sowie
- freiwillige Samstagsarbeit